# Locul fosilifer de la Petroșnița
Locul fosilifer de la Petroșnița (monument al naturii), este o arie protejată de interes național ce corespunde categoriei a III-a IUCN (rezervație naturală de tip paleontologic), situată în județul Caraș-Severin, pe teritoriul administrativ al comunei Bucoșnița.
Rezervația naturală se întinde pe o suprafață de 2 ha, în partea nord-vestică a satului Petroșnița și reprezintă o zonă cu resturi fosilifere tortoniene, constituite din moluște, lamelibranhiate, viermi, antozoare, briozoare, brahiopode; depozitate în rocă sedimentară de argile, nisipuri, gresii și marne. 